# British Linen Company
La British Linen Company est une société par action britannique fondée en 1746 à Édimbourg qui a contribué aux premiers stades de la Révolution industrielle.

## Histoire
L'industrie britannique du lin est développée depuis 1697 par Louis Crommelin et 70 familles huguenotes à Lisburn, près de Belfast, puis en Écosse, qui en tire 22 % de ses exportations dès 1704. La Société agronomique écossaise, créée en 1723, avec ses publications et ses 301 associés, aide au décollage dans les années 1720.
Dès 1722 est créé un « Board of Scottish Trustees for Encouraging manufacture of Linen and Woollen cloth », qui ouvre un bureau près du Parlement pour défendre les intérêts des producteurs de lin. En 1746, la « British Linen Company » est fondée par Andrew Fletcher, alias Lord Milton, et son associé George Middleton, un banquier londonien, avec un capital de 100 000 sterling pour encourager la production des filatures de lin en Écosse. Bien que la société soit écossaise, le nom de « British Linen Company » a été choisi pour éviter la suspicion qui touchait tout ce qui était écossais après la rébellion jacobite de 1745, écrasée lors de la Bataille de Culloden. Le capital original est de 100 000 sterling et sera porté plus tard à un demi-million de sterling. Le nombre de votes par actionnaire varie de un à quatre, en fonction du nombre d'actions détenues et plafonné à quatre.
La British Linen Company est amenée à prêter des sommes importantes dès 1764 aux filatures de lin. En 1765, cette activité est tolérée par la Royal Bank of Scotland, qui la reconnaît officiellement comme une banque en 1771. Dès 1780, elle dispose de neuf branches locale.
La production écossaise de toile de lin passe de 37 à 121 millions de yards entre 1730 et 1775, réparties entre Dundee et Glasgow, qui double ses exportations entre 1725 et 1738. La British Linen Company acquiert en 1808 un immeuble au 38 St. Andrew Square à Édimbourg puis les immeubles adjacents, aux numéros 39 et 40 et poursuit son expansion tout au long du XIXe siècle avant d'être rebaptisée en 1906 British Linen Bank. Elle est ensuite rachetée par la Barclays Bank puis la Bank of Scotland.